# 박은옥
박은옥(朴恩玉, 1957년 ~ )은 서울특별시에서 태어난 대한민국의 포크 가수이다. 남편이자 역시 가수인 정태춘과 듀엣곡을 많이 불렀다. 1979년 〈회상〉, 〈윙 윙 윙〉 등으로 가수로 데뷔했다. 김민기, 양희은과 비교되는 음유시인으로, 서정적인 분위기와 토속 노랫말 등으로 한국 포크음악의 전형으로 불린다. 일반 대중가요 정서에서 벗어나 우리의 삶과 현실에 대한 정확한 인식과 진보적인 역사의식을 담아낸다는 평을 받고 있다.

## 신인 시절
1980년 신인가수로 활동하던 시절 같은 처지의 가수 정태춘을 만나 결혼한 후, 텔레비전에도 출연하는 등으로 연예인 생활을 시작하였으나 오락 프로그램에는 소질이 없는 것을 발견하고 고민을 한다. 두 번째, 세 번째 음반의 연속 실패로 경제적으로 어려워 졌는데 (정새난슬)도 태어나게되어 야간업소 출연까지도 생각해봤지만 예능이 어려운 포크가수가 설 자리는 없었다.

## 네 번째 음반
《떠나가는 배》는 크게 성공했고, 이후 《북한강에서》 또한 대 히트를 기록하면서 전국적으로 정태춘 박은옥 열풍이 불었다.

## 기념사업

#### 데뷔 30돌
2009년 9월 정태춘·박은옥 부부의 데뷔 30돌을 맞아 사회·문화·예술계 인사 100명이 기념사업 추진단을 만들었다.　정태춘·박은옥의 음악사적, 사회적 의미를 조명하는 이 모임에는, 배우 명계남·문성근, 가수 강산에·윤도현, 음악평론가 임진모·강헌, 작곡가 강승원, 영화감독 정지영씨 등을 비롯해 시인, 변호사, 교수, 언론인 등 다양한 분야에서 참여했다.
기념사업 추진단은 첫 활동으로 10월 27일~11월 1일 서울 정동 이화여자고등학교 100주년 기념관에서‘정태춘·박은옥 데뷔 30돌 기념 공연 - 〈다시 첫 차를 기다리며〉를 열었다.

## 노래
- 1979년 (서라벌 레코드, 정태춘 작사 작곡) : 가수데뷔
- 1집 〈회상〉
  - 윙 윙 윙
- 2집 〈양단 몇 마름〉